# Las 40
Las 40's es uno de los muchos sectores que forman la ciudad de Cabimas en el estado Zulia , en Venezuela. Pertenece a la Parroquia Ambrosio.

## Ubicación
A Las 40's le rodean los sectores Delicias Nuevas norte (calles Chile, Yaracuy, Carabobo y Av Carabobo), Las 50's y la Urb. El Rosario oeste (calle Chile), Barrio Obrero Cabimas al este, y Punta Icotea al sur (av Universidad).

## Historia
Las 40's fue fundado en 1941 como campo residencial para los trabajadores de la Venezuelan Oil Concessions, para ello fue dotado del complejo deportivo Venoil y de la escuela de los trabajadores (actualmente Decanato del Núcleo LUZ - COL). Las 40's contaba además con un patio de tanques donde actualmente se encuentran Víveres D'Cándido y las casas de Produzca.

## Zona Residencial
En las 40's se encuentra el estadio municipal Víctor Davalillo (Av Chile) donde jugaron los Petroleros de Cabimas, el liceo Hermágoras Chávez (calle 14), la escuela básica Bomplant, la Facultad de Ciencias Económicas y Sociales, la Facultad de Educación y el Postgrado del Núcleo LUZ - COL (todas entre calles 4 y 5), la escuela básica Rafael María Baralt (calle Chile) . En el área comercial se encuentran Víveres D' Candido (antiguo NASA Av. Universidad) y la sede de la Asociación de Ganaderos del Este del Lago (AGEL). Las 40's ha seguido ampliándose, siendo las últimas viviendas las ubicadas entre la av principal y la av universidad construidas a partir del 2000(calle 8). Se consideran también de Las 40's el Colegio Juan XXIII, escuela de odontología de LUZ, la plaza Rafael Urdaneta y la calle que paralela a la calle Chile.

## Vialidad y Transporte
Originalmente un campo petrolero construido en 1940, las 40's recibe su nombre de las 40 casas originales, las calles de las 40's están numeradas comenzando con la 1 al lado de Barrio Obrero y terminando con la 8 todas paralelas, adicionalmente existen otra serie de calles paralelas de las 40's que cruzan perpendicularmente las otras, la principal de las 40's, la 9, la Carabobo, la 11, la 12, la 13 y la 14. Las 40's cuenta además con su propia línea de autos por puesto (calle principal las 40's) que pasa también por Las 50's.

## Sitios de Referencia
- Escuela de Ciencias Económicas Núcleo LUZ - COL. Av Carabobo entre calles 4 y 5.
- Escuela de Humanidades y Educación Núcleo LUZ - COL. Av Carabobo entre calles 4 y 5.
- Restaurant ÑoÑo's Burguer La Diferencia C.A calle 11.
- Postgrado LUZ - COL. Calle 9 entre calles 4 y 5.
- Colegio Universitario Monseñor de Talavera. Av Principal las 40's con carretera H.
- Servicios Odontológicos LUZ. Calle Chile.
- Estadio Municipal Víctor Davalillo. Av Chile con calle Yaracuy y Calle 14.
- Liceo Hermágoras Chávez. Calle 14.
- Escuela Básica Rafael María Baralt. Av Carabobo entre calles Chile y 8.
- Escuela Básica Bomplant. Calle Carabobo, entre calles Yaracuy y 14 de las 40's.
- Preescolar Cadafito. Calle 8.
- Colegio Juan XXIII. Calle Chile con av principal las 40's.
- Plaza las 40's. Av Carabobo entre calles 1 y 2.
- Residencias Las 40's. Av Carabobo entre calles 1 y 2.
- Plaza Rafael Urdaneta. Entre calle Chile y Calle 3 de las 50's.
- Club Italo Cabimas. Av Principal las 40's entre calle Chile y Carretera H.
- Asociación de Ganaderos del Este del Lago (AGEL). Esquina Av Principal las 40's con calle Chile.
- Palacio Episcopal. Carretera H con Av Universidad.
- Víveres de Cándido. (Antiguo NASA), Av Universidad entre calles 8 de las 40's, Chile y Nueva.
- Produzca. Empresa del estado dedicada a la construcción de viviendas. Av Universidad con calle 4 las 40's.